# Neuquenia
Neuquenia là một chi nhện trong họ Amaurobiidae.